# Palais Longchamp
Das Palais Longchamp ist ein 1862–1869 errichtetes Bauwerk im Stil des Historismus in Marseille. Es liegt im 4. Arrondissement im Quartier des Cinq-Avenues am nördlichen Ende des Boulevard Longchamp.

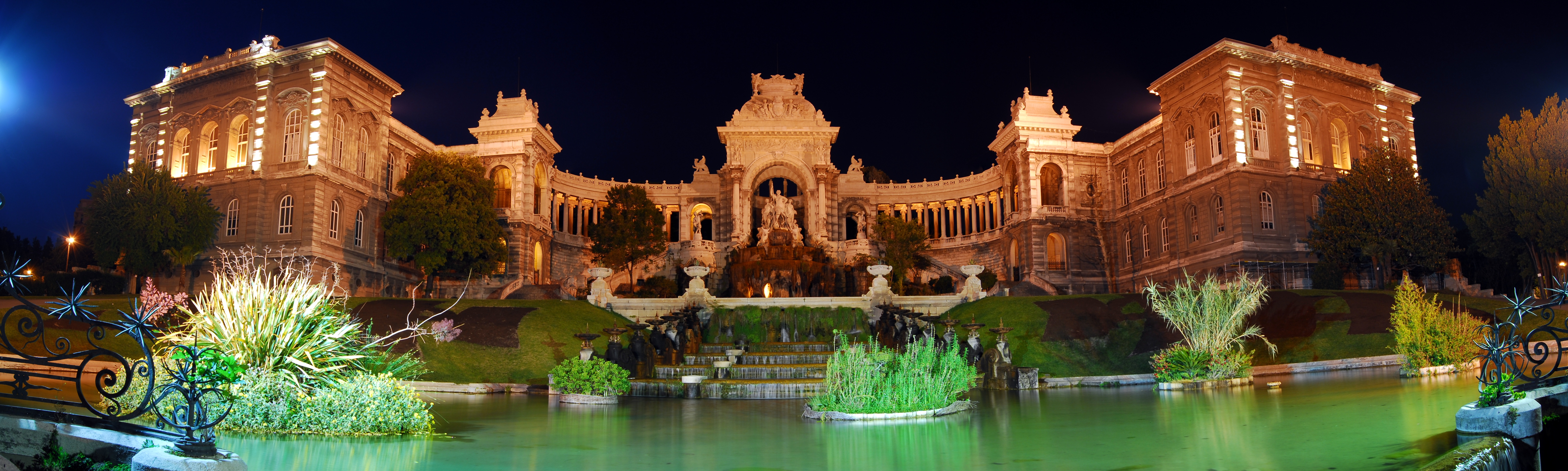
Das Palais Longchamp bei Nacht

Der Palast wurde 1869 eingeweiht und besteht aus mehreren Teilen:
- Wasserspeicher für das Wasser der Durance, das durch einen 85 km langen Kanal zugeführt wird, welcher historisch die Haupttrinkwasserquelle der Stadt Marseille darstellt, da sie nicht an einem Fluss gelegen ist.
- Museum der Schönen Künste  von Marseille (im linken Flügel des Palastes).
- Naturkundemuseum von Marseille (im rechten Flügel des Palastes).
- Garten (vor dem Palast) mit Grünfläche, künstlichem Wasserfall, allegorischen Statuen zu Ehren des Wassers und der Fruchtbarkeit und zahlreiche Brunnen
- Longchamp-Park  (hinter dem Palast) mit dem Observatorium von Marseille, botanischem Garten und ehemaligem Tierpark.

## Baugeschichte
Im Jahre 1838 wurde unter der Aufsicht des Ingenieurs Franz Mayor de Montricher mit der Konstruktion des Canal de Marseille begonnen, um durch diesen von der Durance aus Frischwasser nach Marseille zu leiten. Der Kanal und mit ihm das Wasser erreichten 1847 zunächst die Region Marseille (bei Saint-Antoine) und schließlich 1849 das eigentliche Stadtgebiet von Marseille, am damaligen Plateau Longchamp. Um die Ankunft des Wassers zu feiern, wurde 1847 der Architekt Pascal Coste beauftragt, einen repräsentativen Wasserverteiler und ein naturhistorisches Museum zu erschaffen. Aufgrund der Revolution von 1848 blieb dieses Projekt bloß Skizze.
1850 unternahm die Stadt einen neuen Anlauf. Sie beauftragte den Architekten Jean Danjoy, der bereits einen Wasserverteiler in Form eines Triumphbogens und darunter eine Allegorie des Flusses Durance mit weiblichen Symbolfiguren der Fruchtbarkeit (Wein und Getreide) vorsah. Auch aus diesem Projekt wurde nichts. Erst 1859 beauftragte der Bürgermeister von Marseille, Jean-François Honnorat den Bildhauer Frédéric-Auguste Bartholdi, den späteren Schöpfer der Freiheitsstatue, mit der Ausarbeitung neuer Pläne. Dieser sah zunächst bloß einen Monumentalbrunnen vor – dann, auf Drängen der Stadtverwaltung, einen zentralen Wasserverteiler, flankiert von symmetrisch angeordneten Museumsbauten. In einem dritten Projekt verband er diese Museumsflügel durch eine monumentale Säulengalerie.
Die zögerliche Stadtverwaltung ernannte daraufhin eine Sonderkommission heimischen Architekten Henri Labrouste und Léon Vaudoyer sowie Victor Baltard, Stadtarchitekt von Paris. Diese Kommission sprach sich gegen Bartholdis Projekt aus. Bartholdi erhielt sein Honorar, und 1861 wurde der aus Nimes stammende junge Architekt Henri-Jacques Espérandieu mit der Realisierung der heute bestehenden Anlage beauftragt. (Espérandieu war damals als Bauleiter an der Basilika Notre-Dame-de-la-Garde tätig.) Bartholdi protestierte ab 1863 mit dem Hinweis, die Idee mit der halbkreisförmigen Kolonnade stamme von ihm und fand dabei vornehmlich bei der Pariser Presse Unterstützung. Er verfocht noch bis 1901 gerichtlich seine behauptete Urheberschaft, allerdings vergeblich.
Ende September 1861 präsentierte Espèrandieu seine ersten Pläne, am 7. April 1862 wurde das definitive Projekt vom Gemeinderat akzeptiert, am 15. August 1869 erfolgte die feierliche Eröffnung dieses „größten Monumentalbaus des Zweiten Kaiserreichs außerhalb von Paris“. In den beiden Seitenflügeln befinden sich seither zwei hoch angesehene Museen Marseilles: das Museum der schönen Künste (Musée des Beaux-Arts) zur Linken und das Naturhistorische Museum (Muséum d’histoire naturelle) zur Rechten. Das Bauwerk ist vom Parc Longchamp umgeben; zur Vorderseite hin wird der Garten durch eine großzügige Anlage von Wasserspeiern und Wasserfällen dominiert, zur Rückseite hin befand sich noch bis 1987 ein Tiergarten, der heute als Grünanlage genutzt wird und sich großer Beliebtheit erfreut.

## Bilder

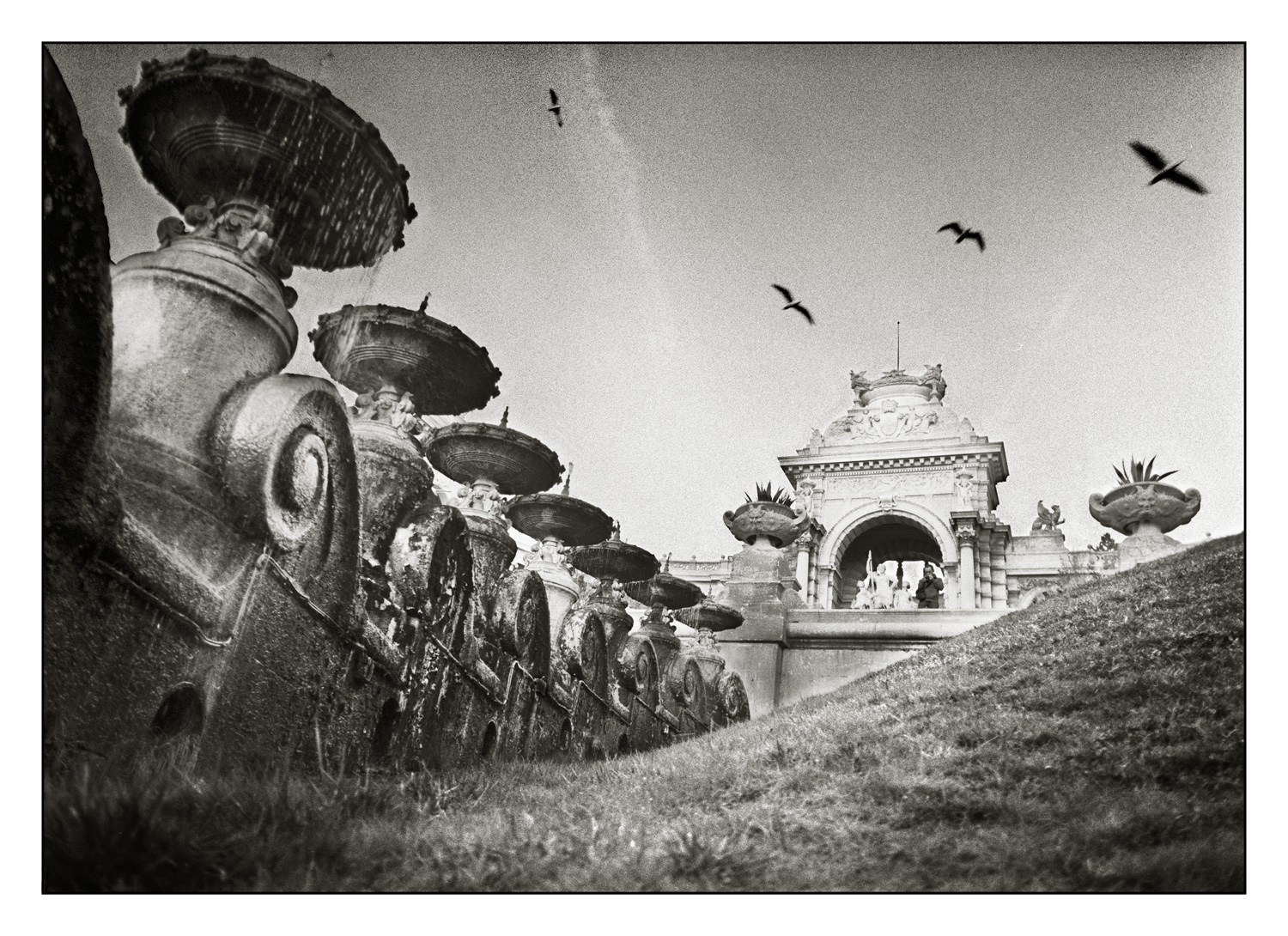
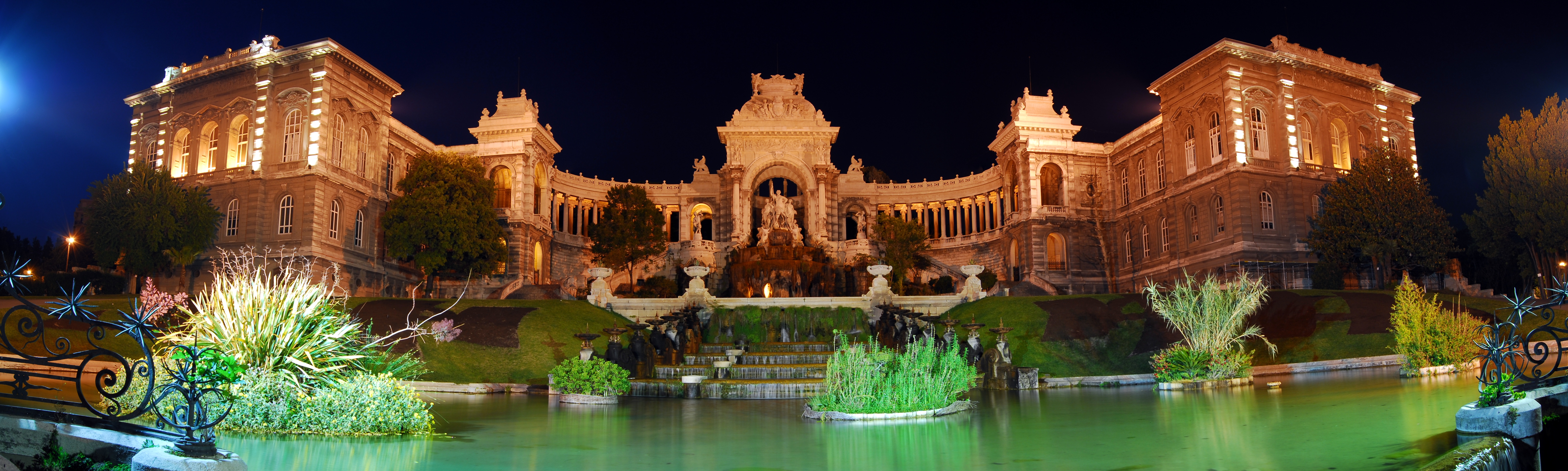
Das Palais Longchamp bei Nacht
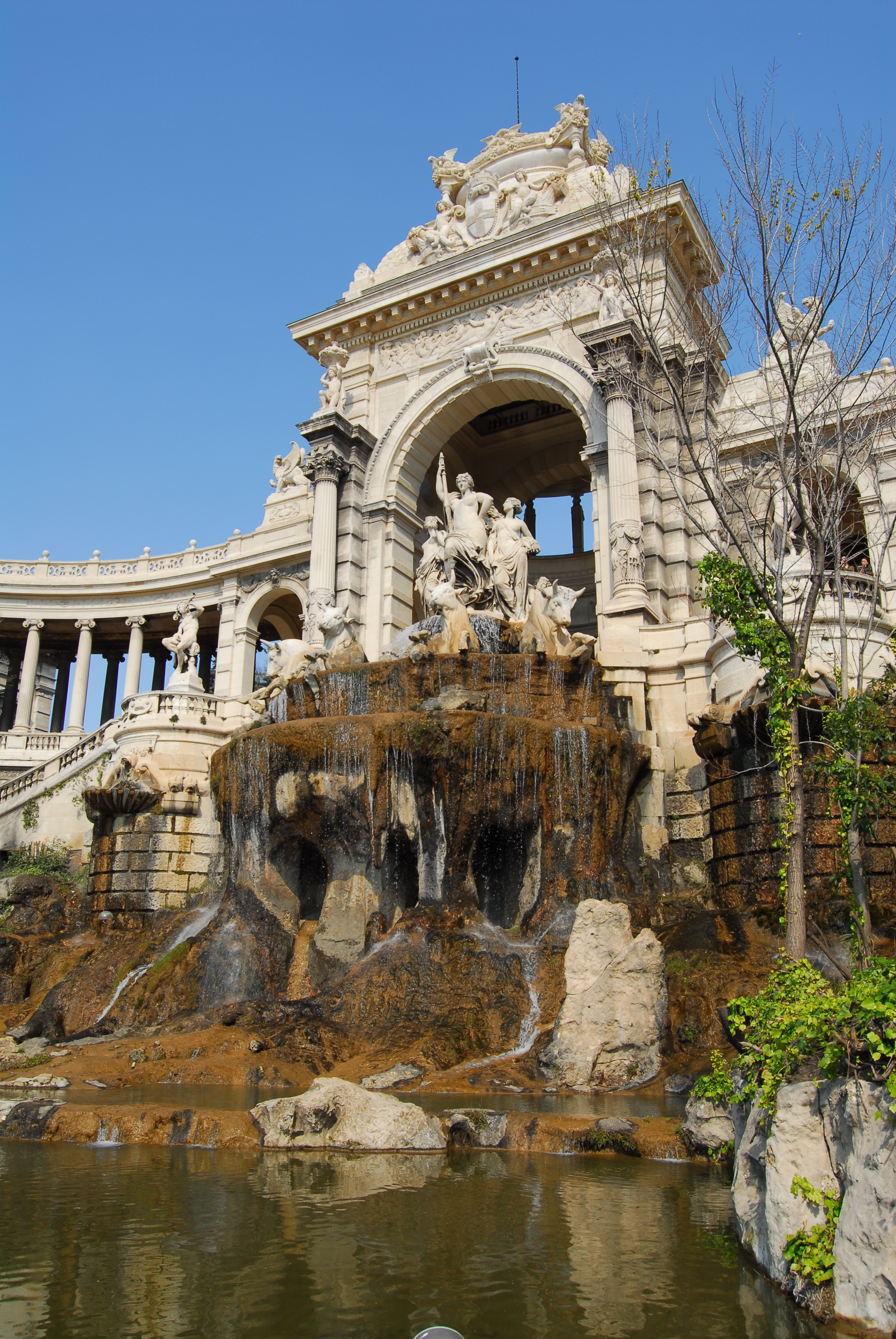
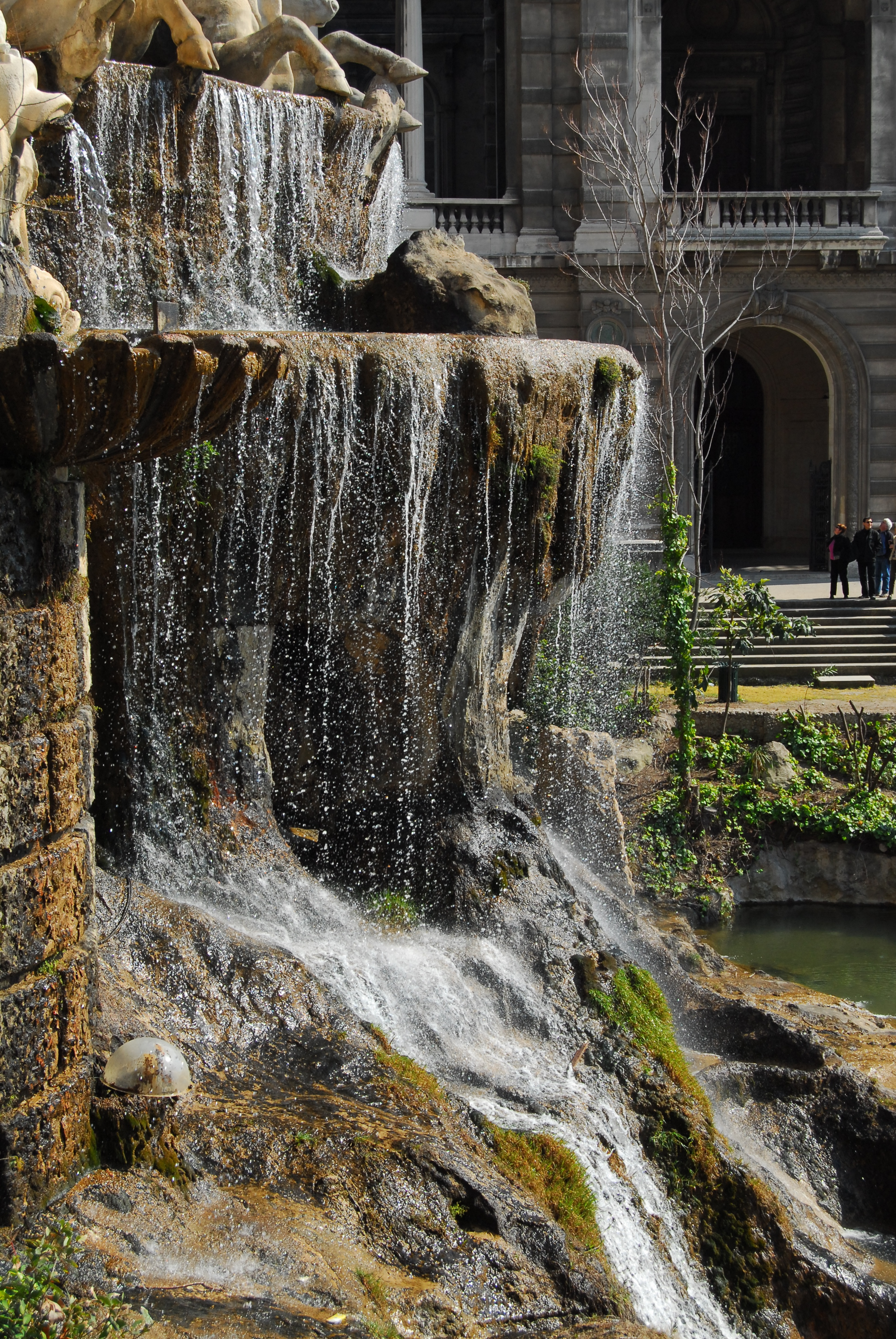
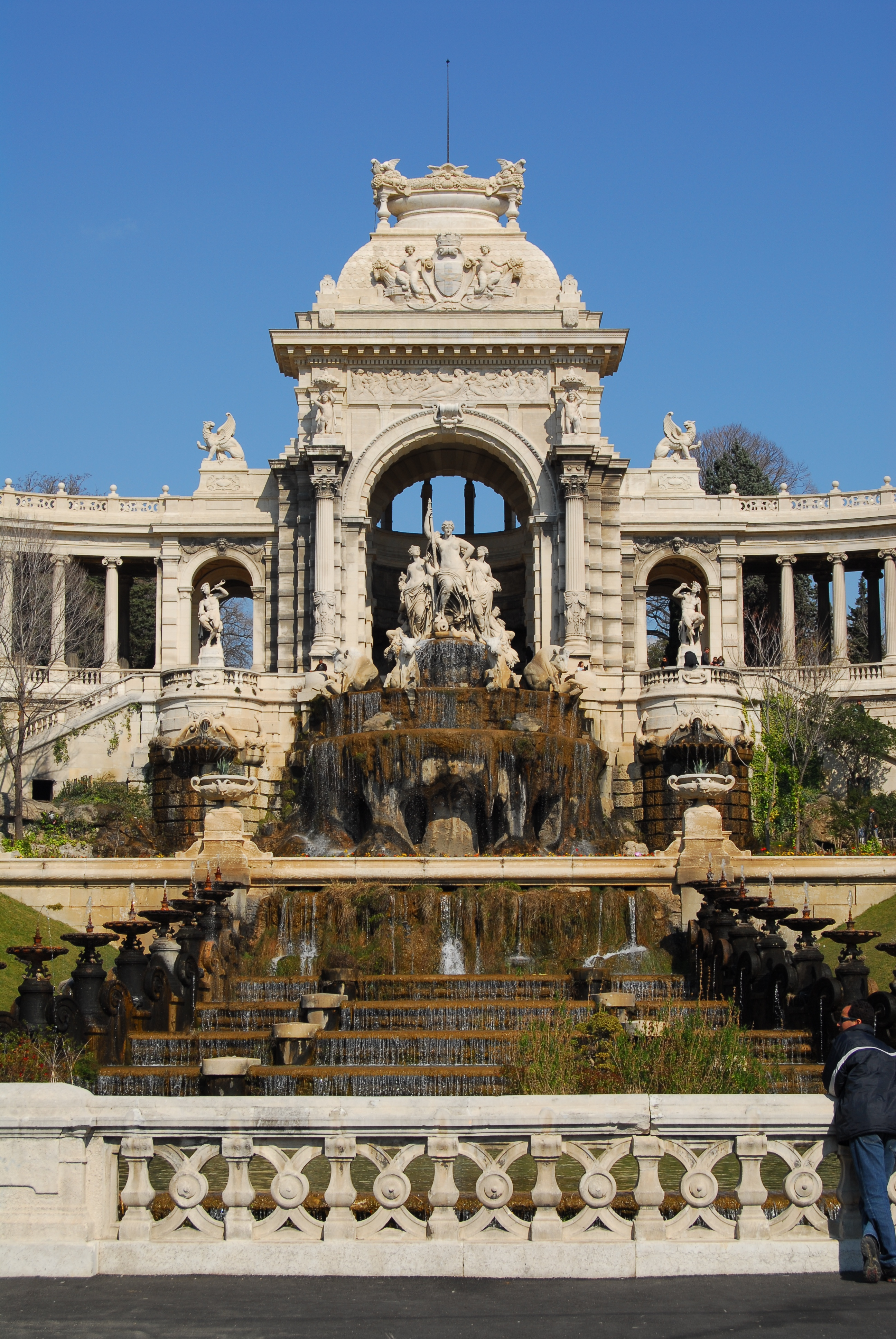